# IOC/IAKS Award
Der IOC/IAKS Award ist der einzige internationale Architekturpreis für Sportstätten. Die Auszeichnung wird seit 1987 vom IOC, IPC und der IAKS biennal vergeben.

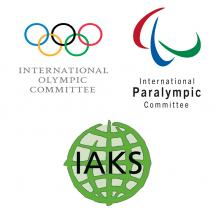
IOC IPC IAKS

Auslober des Wettbewerbs sind das Internationale Olympische Komitee (IOC), Lausanne, das Internationale Paralympische Komitee (IPC), Bonn, und die IAKS, Köln.
Die Preisverleihung dieses weltweit einzigartigen Architekturpreises findet anlässlich des Internationalen IAKS Kongresses in Verbindung mit der Internationalen Fachmesse für Freiraum, Sport- und Bäderanlagen (FSB) in Köln statt.
Ausgezeichnet werden Sportstätten (Neubauten, Erweiterungen oder Modernisierungen), die sich seit mindestens einem Jahr im Betrieb befinden. Damit wird sichergestellt, dass die prämierten Sportstätten neben einem überzeugenden Entwurfskonzept, gelungener städtebaulicher und landschaftlicher Integration, Barrierefreiheit und weiteren Kriterien, auch ihre Alltagstauglichkeit bereits unter Beweis gestellt haben.
Die gleichzeitig vergebene IPC/IAKS Auszeichnung will die Zugänglichkeit von Sportanlagen und allen anderen Bauten fördern, um auch Menschen mit Behinderungen die Möglichkeit zu geben, Sport uneingeschränkt und barrierefrei auszuüben oder dabei zuzuschauen.
Seit 2011 verleihen IOC, IPC und IAKS den „IOC/IPC/IAKS Architecture and Design Award for Students and Young Professionals“.

## IOC/IPC/IAKS Architecture and Design Award for Students and Young Professionals
Das Internationale Olympische Komitee (IOC), das Internationale Paralympische Komitee (IPC) und die IAKS verleihen seit 2011 den Architektur- und Design-Award für Studenten und Young Professionals. Dieser Preis zeichnet die innovativen Entwürfe und Konzepte für Sport-, Freizeit- und Erholungseinrichtungen aus. Die Auszeichnung richtet sich an junge Architekten und Designer, die sich derzeit noch im Architekturstudium befinden, an Landschaftsarchitekten, Innenarchitekten und allgemeine Designer sowie an junge Berufstätige, die noch in ihren ersten zwei Berufsjahren stecken. Teilnehmer müssen unter 30 Jahre alt sein.

## Preisträger (Auszüge)

### 2001
- Körperbehindertenschule, Ingolstadt  von Christian Vogel[1]

### 2003
- Telstra Stadion, Sydney/Australien
- Reithalle Rennweg, Wien/Österreich
- Westbad, München/Deutschland
- Agrippabad, Köln/Deutschland
- Doppelsporthalle Heilig Blut Erding von Claus und Forster[2]

### 2005
- Estádio Municipal de Braga, Braga/Portugal
- City of Manchester Stadium, Manchester/Großbritannien
- Estádio Municipal de Aveiro, Aveiro/Portugal
- Schwimmbad Malik, Nuuk/Grönland/Dänemark
- Bodensee-Therme, Überlingen/Deutschland
- Bergiselschanze, Innsbruck/Österreich
- Multifunktionsarena „Zenith de Rouen“, Rouen/Frankreich
- National Youth Sport Center, Tenero/Schweiz

### 2007
- Olympiastadion Berlin  - Architekt: Gerkan, Marg und Partner, Berlin
- Sporthalle Schule Dellheicht in Esch-sur-Alzette (Luxemburg)  - Architekt: Witry & Witry, Echternach
- Oval Lingotto, Turin (Italien)  - Architekt: Studio Zoppini Associati, Mailand mit HOKSport LTD, London
- Nanjing Sports Park in Nanjing (China)  - Architekt: HOK Sport Architecture, Brisbane

### 2009
- Beijing Olympic Stadium (CN) - Architekt: Herzog de Meuron + ArupSport  + China Architecture Design & Research Group (CAG)
- Sportanlage St. Martin, St. Johann (A) - Architekt: Stifter + Bachmann
- Zénith de Limoges (F) - Architekt: Bernard Tschumi urbanistes Architectes
- Sporthalle Hausburgviertel, Berlin (D) - Architekt: Rebecca Chestnutt _ Robert Niess
- Zweifachsporthalle Borex-Crassier (CH) - Architekt: Graeme Mann et Patricia Capua Mann
- The Watercube, National Swimming Centre Beijing (CN) - Architekt: CSCE + PTW + CCDI and Arup
- Olympiaschanze Garmisch-Partenkirchen (D) - Architekt: terrain: loenhart&mayr architects + Mayr Ludescher Partner advisory engineers

### 2011
- Cape Town Stadium, Cape Town (ZA) - Architekt: gmp- von Gerkan, Marg und Partner(DE)
- Foshan Pearl Gymnasium, Foshan (CN) - Architekt: Mitsuru Senda + Environment Design Institute (JP)
- Richmond Olympic Oval, Vancouver (CA) - Architekt: Cannon Design Architecture, Inc. (CA)
- Rowing Centre, Bled (SI) - Architekt: Multiplan Arhiteki(SI)
- Holmenkollenschanze, Oslo (NO) - Architekt: JDS Architects (DK)

### 2013
- Bao'an Stadion in Shenzhen, China - Architekten: gmp - von Gerkan, Marg und Partner mit South China University of Technology
- Superkilen in Kopenhagen, Dänemark - Architekten: BIG - Bjarke Ingels Group mit TOPOTEK 1
- Shanghai Oriental Sports Center, China - Architekten: gmp - von Gerkan, Marg and Partners mit Shanghai Institute of Architectural Design & Research und Tongji Design Institut

### 2015
- Athletics Exploratorium in Odense, Dänemark, Architekten: KEINGART – space activators
- Ciutadella Park Sports Centre in Barcelona, Spanien, Architekten: Battle i Roig Arquitectes
- Naturbad Riehen, Schweiz, Architekten: Herzog & de Meuron